# Gare de Bobigny
Gare de Bobigny vasútállomás Franciaországban, Bobigny településen.

## Vasútvonalak
Az állomást az alábbi vasútvonalak érintik:
- Grande Ceinture line

## Kapcsolódó állomások
A vasútállomáshoz az alábbi állomások vannak a legközelebb: